# Marquis River
Der Marquis River ist ein Fluss im Quarter Gros Islet auf der Karibikinsel St. Lucia.

## Geographie
Der Fluss entsteht im Zentrum der Insel, im Gebiet von Fond Assau, nahe der Grenze zum Quarter Castries und schlängelt sich nach Nordosten durch wenig besiedelte Gebiete. In der Marquis Bay mündet er in den Atlantik.